# Niemieckie oddziały propagandowe
Niemieckie oddziały propagandowe – specjalne jednostki wojskowe niemieckich sił zbrojnych złożone z korespondentów wojennych podczas II wojny światowej

## Organizacja
Podstawowymi oddziałami propagandowymi niemieckich sił zbrojnych były kompanie propagandowe (Propaganda-Kompanie). Składały się zazwyczaj z 3 plutonów korespondentów wojennych i 1 plutonu propagandowego. Ich zadaniem było relacjonowanie wydarzeń militarnych, a także prowadzenie wojny psychologicznej. Służyło w  nich wielu znanych dziennikarzy i pisarzy niemieckich. Od sierpnia 1938 r. znajdowały się one w strukturze Oberkommando der Wehrmacht (OKW), a od 1939 r. ich status był analogiczny do statusu jednostek propagandowych Luftwaffe i Kriegsmarine. Formalnie podlegały one Ministerstwu Propagandy kierowanemu przez Josepha Goebbelsa. W okupowanym krajach i na frontach zwierzchnictwo nad nimi sprawował odpowiedni departament OKW zwany Wehrmachtspropaganda.
W późniejszym okresie oprócz kompanii propagandowych wyodrębniły się jednostki propagandowe wyższego rzędu, czyli bataliony propagandowe (Propaganda-Abteilungen), po jednym w każdym okupowanym kraju (w ZSRR – 3). Istniał także Rezerwowy Batalion Propagandowy (Propaganda Ersatz Abteilung) z siedzibą w Poczdamie, pełniący rolę ośrodka szkoleniowego. Składał się z 4 kompanii: dziennikarzy, fotografów, reporterów wojennych i kompanii rezerwowej z personelem administracyjnym. Działała również sekcja szkoląca radiowców. Przechodzili oni zwykłe szkolenie piechoty, a następnie kursy specjalistyczne. Ponadto sformowano Batalion Służby Propagandowej (Propaganda Einsatz Abteilung) w Poczdamie w składzie 2 kompanii (ok. 400 ludzi). W pierwszej służyli lingwiści, zaś druga (Verbindungskompanie) prowadziła kolportaż materiałów propagandowych do okupowanych krajów i na front.

## Cele
W publikacji Grundsätzen für die Führung der Propaganda im Krieg z 27 września 1938 r. zostały przedstawione cele walki prowadzonej przez jednostki propagandowe: 

W szeregach Wehrmachtu została umieszczona propaganda: Po pierwsze w celu utrzymywania ofiarności i zapału własnego narodu. Po drugie do wyjaśniania  narodowi znaczących przedsięwzięć oraz wydarzeń militarnych. Po trzecie do przezwyciężenia niepokoju i wzbudzania wiary w narodzie, który w kraju narażony jest na oddziaływanie wroga. Po czwarte w celu maskowania, fałszowania i wprowadzania w błąd obcokrajowców odnośnie własnych zamiarów militarnych.

## Działalność
W okresie wojny niemiecko-polskiej 1939 r. istniało 14 kompanii propagandowych, w tym 8 działających przy Wehrmachcie, 4 – przy Luftwaffe i 2 – przy Kriegsmarine. Z ich ogólnej liczby 8 kompanii propagandowych uczestniczyło w wojnie z Polską we wrześniu-październiku 1939 r., a 6 w kampanii przeciw Belgii, Holandii i Francji w maju-czerwcu 1940 r. W dalszym okresie wojny wzrastała liczba oddziałów propagandowych i przechodziły one różne przeorganizowania. Znanymi akcjami propagandowymi podejmowanymi przez nie były m.in. operacje na froncie wschodnim "Silberstreif", "Skorpion Ost" czy akcja adresowana do Polaków na froncie włoskim - "Südstern".
W szczytowym okresie liczebność oddziałów propagandowych wynosiła ok. 15 tys. ludzi, z których ok. 1 tys. poległo. Ogółem niemieccy reporterzy wojenni nagrali w czasie wojny ok. 80 tys. reportaży radiowych i wykonali ponad 2 mln fotografii. Nową formą radiowego dziennikarstwa, którą wprowadzili Niemcy, były  reportaże z linii frontu przeprowadzane na żywo za pośrednictwem radia. Zaczynały się one z reguły słowami: Sie hören Frontberichte der Propagandakompanien (Słuchacie reportaży z frontu kompanii propagandowych). Prowadzono też wywiady z żołnierzami, których głosu oczekiwały w ojczyźnie ich żony, matki i córki, nie brak było również wywiadów z bohaterami odznaczonymi dopiero co różnymi medalami czy wspomnień o poległych. Kompanie Propagandowe miały swoją pieśń wojskową, za którą uważa się utwór "Lebe wohl, du kleine Monika".